# مايكوينيك
مايكوينيك هي بلدية في ولاية باهيا في المنطقة الشمالية الشرقية من البرازيل.